# けいおん! ライブイベント 〜レッツゴー!〜
『けいおん! ライブイベント 〜レッツゴー!〜』は、テレビアニメ『けいおん!』のライブイベント、およびそれを収録したライブBlu-ray Disc、DVD、CD。

## 概要

### イベント概要
2009年12月30日に横浜アリーナで行われたライブイベント。
2009年8月22日に開催された『TBSアニメフェスタ2009』および番組公式サイトにて、2009年12月を目処に作品単独ライブを開催すると発表、同年10月下旬に公式サイトで日時と開催場所が正式発表された。
『けいおん!』の主要担当声優8人と、同作の楽曲制作に関わったミュージシャンによるバックバンドが出演し、主題歌・挿入歌・けいおん!のキャラクターソングなどのライブステージのほか、コール&レスポンスや朗読劇などのミニコーナーで構成された。また、楽曲のうち「わたしの恋はホッチキス」と「ふわふわ時間」の2曲は、「放課後ティータイム」のメンバー5人による演奏が披露された。
アンコールではアニメ第2期制作決定が発表された。

### ライブ・ビデオ概要
上記イベントを収めたBlu-ray Disc、DVDが2010年6月30日に桜高軽音部（販売元はポニーキャニオン）から発売されており、本編のほか、映像特典としてバックステージ映像が15分収録されている。
Blu-ray盤はその大容量を活かして、5.1chサラウンド/2.0chステレオの両音声トラックを48kHz/24bitサンプリングで収録している。故にビットレートは5.1chサラウンド音声が6.9Mbps、2.0chステレオ音声が2.3Mbpsで固定されている。音声フォーマットは非圧縮のリニアPCMである。
2010年7月12日付のオリコン・Blu-ray Disc週間チャートにて安室奈美恵が『namie amuro BEST FICTION TOUR 2008-2009』で記録した21,000枚を塗り替える22,000枚を売上げ、初登場1位を獲得した。

### ライブ・アルバム概要
上記イベントを収めたライブ盤CDが『けいおん! ライブイベント〜レッツゴー!〜』LIVE CD!として2011年11月16日にポニーキャニオンより発売された。16曲を収録した2枚組構成で、初回限定版にはB6変版サイズに縮小したライブパンフレットを同梱し、デジパック仕様となっている。ライブ音源を楽しむため、楽曲を中心とした構成となっており、トークや朗読劇などのパートは収録されていない。同日には二回目のライブイベントになる『けいおん!! ライブイベント 〜Come with Me!!〜』LIVE CD!も発売された。

### テレビ放送
2011年10月6日に、BSデジタル放送「BSスカパー!」およびCS放送「スカチャン5/5HD」にて『TBSチャンネル presents けいおん! ライブイベント 〜レッツゴー!〜』として放送された。テレビではこれが初放送となる。ライブ本編のほか、放課後ティータイムのメンバーのスペシャルコメントなども放送された。なおBSスカパー!は有料放送だが、開局記念の無料放送期間に放送されたため、無料で視聴でき、スカチャンでもチャンネルプロモーション番組としての放送のため、スカパー!契約者は無料で視聴可能だった。

## 出演者
- 豊崎愛生（平沢唯役）
- 日笠陽子（秋山澪役）
- 佐藤聡美（田井中律役）
- 寿美菜子（琴吹紬役）
- 竹達彩奈（中野梓役）
- 真田アサミ（山中さわ子役）
- 米澤円（平沢憂役）
- 藤東知夏（真鍋和役）

## バックバンド
- 小森茂生（キーボード）
- 内田敏夫（ギター）
- Tom-H@ck（ギター）
- 田辺トシノ（ベース）
- 一ノ瀬久（ドラムス）
- 大井雅之（マニピュレーター）
- 屍忌蛇（ゲストギター）

## 収録内容
以下ライブビデオ・アルバム両併記しているが、媒体によってチャプター分けが異なるほか、ライブアルバムではトーク部分を割愛しているなどの差異がある。
| DVD/BDチャプター | CD曲順    | チャプター名/曲名                        | 歌手                                    |
| ---------------- | --------- | ---------------------------------------- | --------------------------------------- |
| 本編             |           |                                          |                                         |
| 1                | DISC01-01 | オープニング                             |                                         |
| 2                | DISC01-02 | Cagayake!GIRLS                           | 放課後ティータイム                      |
| 3                |           | Talk 「ごあいさつ」                      |                                         |
|                  | DISC01-03 | Introduction〔Guitar〕                   |                                         |
| 4                | DISC01-04 | ギー太に首ったけ                         | 平沢唯（豊崎愛生）                      |
|                  | DISC01-05 | Introduction〔Bass〕                     |                                         |
| 5                | DISC01-06 | Heart Goes Boom!!                        | 秋山澪（日笠陽子）                      |
|                  | DISC01-07 | Introduction〔Drums〕                    |                                         |
| 6                | DISC01-08 | Girly Storm 疾走 Stick                   | 田井中律（佐藤聡美）                    |
|                  | DISC01-09 | Introduction〔Keyboard〕                 |                                         |
| 7                | DISC01-10 | Dear My Keys 〜鍵盤の魔法〜              | 琴吹紬（寿美菜子）                      |
|                  | DISC01-11 | Introduction〔Guitar〕                   |                                         |
| 8                | DISC01-12 | じゃじゃ馬Way To Go                      | 中野梓（竹達彩奈）                      |
|                  | DISC01-13 | DEATH DEVIL登場                          |                                         |
| 9                | DISC01-14 | Maddy Candy                              | DEATH DEVIL（山中さわ子（真田アサミ）） |
| 10               |           | コール&レスポンスコーナー                |                                         |
| 11               | DISC01-15 | Lovely Sister LOVE                       | 平沢憂（米澤円）                        |
| 12               | DISC01-16 | Coolly Hotty Tension Hi!!                | 真鍋和（藤東知夏）                      |
| 13               |           | 朗読劇「ある日の軽音部」                 |                                         |
|                  | DISC02-01 | MC「準備できた？」                       |                                         |
| 14               | DISC02-02 | カレーのちライス                         | 放課後ティータイム                      |
| 15               | DISC02-03 | ふでペン 〜ボールペン〜                  | 放課後ティータイム                      |
| 16               | DISC02-04 | わたしの恋はホッチキス（出演者生演奏版） | 放課後ティータイム                      |
| 17               | DISC02-05 | ふわふわ時間（出演者生演奏版）           | 放課後ティータイム                      |
| 18               | DISC02-06 | Don't say "lazy"(Encore)                 | 放課後ティータイム                      |
| 19               | DISC02-07 | Cagayake!GIRLS(Encore)                   | 放課後ティータイム                      |
| 20               | DISC02-08 | 『レッツゴー』(Encore)                   | 担当声優8人全員                         |
| 映像特典         |           |                                          |                                         |
| 1                |           | バックステージ映像                       |                                         |